# Thuin (okręg)
Thuin (fr. Arrondissement administratif de Thuin, nld. Arrondissement Thuin, niem. Bezirk Thuin) – okręg w północnej Belgii, w Regionie Walońskim, w prowincji Hainaut.  

## Podział administracyjny
Okręg podzielony jest na jedenaście gmin (nld. gemeente, fr. commmune, niem. Gemeinde), w skład których wchodzi 58 dzielnic (deelgemeente)
| - Anderlues - Beaumont, miasto - Leugnies - Leval-Chaudeville - Renlies - Solre-Saint-Géry - Strée - Thirimont - Chimay, miasto - Baileux - Bailièvre - Barbençon - Bourlers - Forges - L’Escaillère - Lompret - Rièzes - Robechies - Saint-Remy - Salles - Vaulx - Villers-la-Tour - Virelles - Erquelinnes - Bersillies-l’Abbaye - Grand-Reng - Hantes-Wihéries - Montignies-Saint-Christophe - Solre-sur-Sambre - Froidchapelle - Boussu-lez-Walcourt - Erpion - Fourbechies - Vergnies - Ham-sur-Heure-Nalinnes - Cour-sur-Heure - Ham-sur-Heure - Jamioulx - Marbaix-la-Tour - Nalinnes | - Lobbes - Bienne-lez-Happart - Mont-Sainte-Geneviève - Sars-la-Buissière - Merbes-le-Château - Fontaine-Valmont - Labuissière - Merbes-Sainte-Marie - Momignies - Beauwelz - Forge-Philippe - Macon - Macquenoise - Monceau-Imbrechies - Seloignes - Sivry-Rance - Grandrieu - Montbliart - Rance - Sautin - Sivry - Thuin, miasto - Biercée - Biesme-sous-Thuin - Donstiennes - Gozée - Leers-et-Fosteau - Ragnies - Thuillies |